# Maximilien de Fürstenberg
Maximilien Louis Hubert Egon Vincent Marie Joseph kardinál de Fürstenberg-Stammheim (23. října 1904, Heerlen – 22. září 1988, Yvoir) byl belgický římskokatolický kněz, biskup, a kardinál.

## Vyznamenání
- Řád Leopolda II., Belgie, 1946
- velkokříž Řádu Kristova, Portugalsko, 20. května 1966[1]
- velkokříž Maltézského záslužného řádu, Suverénní řád Maltézských rytířů, 1967
- velkokříž Řádu prince Jindřicha, Portugalsko, 29. července 1967[1]
- Pamětní medaile 2500. výročí Perské říše, Írán, 14. října 1971[2]